# Dúo Vela

El dúo Vela está formado por dos hermanas pianistas, nacidas en Barcelona:
- Eulàlia Vela López (11 de noviembre de 1970) y
- Ester Vela López (15 de enero de 1972).

Realizan su primera actuación como dúo en 1988, realizando actuaciones en distintas ciudades de España y también en Bélgica, Austria y Filipinas.

## Formación
Estudios musicales al Conservatorio Superior Municipal de Barcelona. Reciben su primera formación pianística en Anna Maria Pinto y María Rosa Ribas, posteriormente con Antoni Besses y María Jesús Crespo. Trabajan la Música de Cámara con Liliana Maffiotte en el Conservatorio, posteriormente con Àngel Soler y Teoría de la Música, Solfeo, Armonía con Xavier Boliart y Composición e Instrumentación con Carles Guinovart, Dirección de Orquesta con Albert Argudo y Dirección Coral con Manel Cabero.
Obtienen becas del Ministerio Español de Cultura, del Ministerio de Asuntos Exteriores de España, del Ministerio de Cultura de Luxemburgo donde realizan un curso internacional de perfeccionamento musical (1997), de la AIE, para realizar un curso internacional de piano en Loosdorf-Viena (1998) y para realizar estudios de música de cámara con Àngel Soler (1999 y 2000).

## Compositores
Poseen un amplio repertorio con especial interés por la música contemporánea. La posibilidad de poder trabajar e intercambiar ideas con los compositores supone para ellas una fuente de continuado enriquecimiento artístico y personal.
Han estrenado obras de Josep María Mestres Quadreny; María Rosa Ribas, Mario Ros, Xavier Boliart, Domingo M. González de la Rubia, Mercè Torrents, Delfín Colomé, Frederic Wort, Albert Guinovart, Antoni-Olaf Sabater, Anna Bofill, Consuelo Colomer y Francesc Taverna-Bech.

## Premios
Han sido premiadas en varios concursos de Piano (V y VI Premio Ciudad de Berga y en el 27.º Concurso de Jóvenes Intérpretes de Piano de Cataluña), Composición (ACD de Barcelona) y
Música de Cámara (X Muestra de la Generalidad de Cataluña, II Concurso de Castellterçol y IV Concurso de L'ARJAU de Barcelona).

## Grabaciones
En 2004 presentan el CD Música catalana del s. XXI (Ars Harmònica 135).
En 2008 presentan el CD Danzas para piano a 4 manos (Ars Harmònica 191).
En 2009 colaboran con la Fundación Autor en el CD Fémina'09, contra la violéncia de género, grabado en directo en el Centro Nicolás Salmerón de Madrid.
Han colaborado en un CD con música de J. M. Mestres Quadreny y otro de la Asociación Catalana de Compositores, interpretando música de M. Torrents.
Sus conciertos han sido grabados por Radio Nacional de España, BTV (Barcelona-Televisión), Canal 33, COM-Radio y Cataluña Música.

## Críticas
- «Se destaca su compenetración y seguridad, demostrativa de una honda y continuada interpretación conjunta” (Diario Menorca).
- “Honran la alta consideración artística que tienen y nunca les agradeceremos bastante su interés por la música hecha ahora y aquí” (Avui).
- “Se caracterizan por tal ensamblaje sonoro y conjunción que puede decirse que hacen música a través de cuatro manos regidas por un único pensamiento” (El Norte de Castilla).
- “La alta precisión, tanto en la gradación del sonido como en la pulsación rítmica y la emotividad del fraseo constituyeron la clave de una memorable audición” (Revista Musical Catalana).

## Enlaces
- Web oficial del Dúo Vela
- Vídeos en Youtube del Dúo Vela
- Web de la discográfica Ars armónica
- Crítica en catclassics.com

- Datos: Q840016